# Ostrov, Arad
Ostrov (în maghiară Marossziget, în trad. "Insula Mureșului") este un sat în comuna Birchiș din județul Arad, Banat, România.
județul Arad, Banat, România. 

## Legături externe

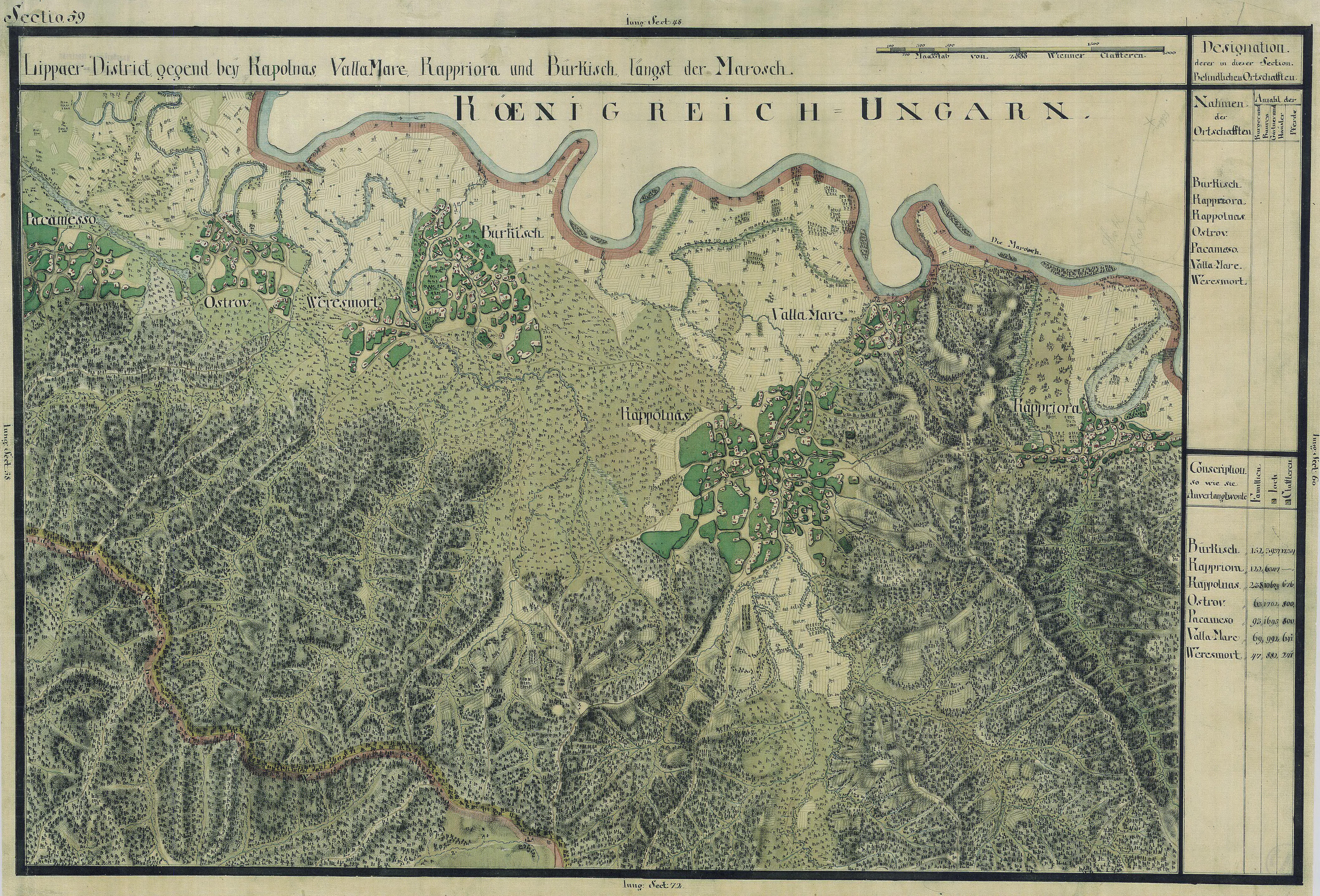
Ostrov în Harta Iosefină a Banatului, 1769-72